# واحد صعيدي (فلم)
واحد صعيدي هو فيلم مصري من إنتاج عام 2014، بطولة محمد رمضان وراندا البحيري ونرمين ماهر وإيناس النجار وميار الغيطي ومن تأليف عبد الواحد العشري وإخراج إسماعيل فاروق، وتدور أحداثه حول فرد أمن صعيدي يتعرض لمجموعة من المواقف الكوميدية بسبب سذاجته.

## قصة الفيلم
في جو درامي ممزوج بالتشويق والإثارة يرصد الفيلم قصة شاب صعيدي محمد رمضان؛ حيث يقرر ترك الصعيد والسفر إلى العين السخنة لعمل بفندق. سرعان ما تنقلب حياة هذا الشاب رأسًا على عقب بعدما يسمع شاب يتحدث عن إنهاء فتاة. ويتعين عليه إنقاذ حياتها من القتل وهو لا يعرف من هذه الفتاة ولكن عليه إنقاذها قبل فوات الأوان.

## طاقم التمثيل
| - محمد رمضان:فالح عبد السميع - راندا البحيري:سماح مرزوق - أحمد التهامي: وسيم - ميار الغيطي - إيناس النجار:سماح حسين - نرمين ماهر:سماح الشريف | - حسن عبد الفتاح:منصور - سامي مغاوري:مدير الفندق - علاء زينهم:مدير أمن الفندق - أحمد بجة:ابو زيد - أيمن منصور:شوكت | - عصام الوريث - بدرية طلبة:هنية من البلد - محمد متولي: والد فالح - عبد الله مشرف: النائب - عبد الله حفني | - شريف نجيب - كمال السيد - صبري عبد المنعم: أحمد الأسيوطي - محمد سليمان:كريم - ريهام حجاج:رشا |

## فريق العمل
- إخراج: إسماعيل فاروق
- تأليف: عبد الواحد العشري
- إنتاج: وليد صبري
- توزيع: الإخوة المتحدين للسينما
- مونتاج: وائل فرج
- موسيقى تصويرية: مصطفى الحلواني
- مدير التصوير: رؤوف عبد العزيز، محمد عزمي

## وصلات خارجية
- مقالات تستعمل روابط فنية بلا صلة مع ويكي بيانات
- صفحة الفيلم في قاعدة بيانات الأفلام العربية